# ドント・クライ・ナウ
『ドント・クライ・ナウ』（原題：Don't Cry Now）はアサイラム・レコードから初めてリリースされたリンダ・ロンシュタットのソロでの4枚目のスタジオ・アルバムであり、ストーン・ポニーズのメンバーとしての3枚を含むキャピトル・レコードからの6枚のアルバムに続くものである。
このアルバムは2009年にライノのFlashback Recordsとして再発売された。ゴールド認定を受けており、米国だけで約80万枚を売り上げている。

## バックグラウンド
『ドント・クライ・ナウ』の各トラックは別々にプロデュースされ、何曲かはロンシュタットのセルフタイトルアルバムをプロデュースしたジョン・ボイランによってプロデュースされ、シンガー/ソングライターのJ.D.サウザーによるものも何曲かある。そして、60年代のロックデュオピーター＆ゴードンの元メンバーである英国人ミュージシャン、ピーター・アッシャーによって、最終的に長く大成功を収めたプロフェッショナルな関係が初めて実現した。アッシャーは米国に移る前にアップル・レコードのA&Rの責任者だった。
このアルバムにはサウザー作曲の3曲（サウザーとリンダは恋愛関係に進展し、彼は彼女のためにいくつかの曲を書くとなる）とランディ・ニューマンによる1曲、ニール・ヤングのバラードのカバー、オリジナルがフライング・ブリトー・ブラザーズによる1曲、そしてイーグルスがこの年の早い時期にリリースした「デスペラード」のロンシュタット・バージョンが収録されている。
『ドント・クライ・ナウ』はロンシュタットとアサイラムとの長い付き合いの始まりを示したが、契約上の義務により、彼女の次のアルバム『悪いあなた』は以前のレーベルであるキャピトルからリリースされることになった。

## 批評
| 専門評論家によるレビュー      | 専門評論家によるレビュー |
| レビュー・スコア              | レビュー・スコア         |
| 出典                          | 評価                     |
| ----------------------------- | ------------------------ |
| オールミュージック            | [ 2 ]                    |
| Christgau's Record Guide      | C+                       |
| ローリング・ストーン          | (favorable)              |
| The Rolling Stone Album Guide | [ 5 ]                    |

1973年の秋にリリースされた『ドント・クライ・ナウ』は10月下旬にビルボード誌のアルバムチャートに初登場し、それまでのロンシュタットのキャリアで最高となるの45位で最高位に達した。アルバムは力を維持し、チャートに1年以上留まった。「デスペラード」に加えてアサイラムは他に2曲のシングルをリリースした。最初にボニー・レイットが録音した「ラヴ・ハズ・ノー・プライド」は、ビルボード・ホット100で51位に達し、カナダでトップ10のイージーリスニング・ヒットとなった。この曲は長年にわたって持ちこたえ、ロンシュタットのシグネチャー・ソングの1つとなり、7xプラチナムである『グレイテスト・ヒッツ』にも収録されている。もう一つの「銀の糸と金の針」は、ロンシュタットによるこの曲の2回目のレコーディングであり、以前のバージョンは1969年のソロデビュー作『ハンド・ソーン…ホーム・グローン』に収録されている。スプリングフィールズによる1962年のヒットのリメイクである「銀の糸と金の針」はビルボード・ホット100で最高位67位に達し、ホット・カントリー・ソング・チャートに到達する20回以上のヒットの最初となり、1974年の春に20位でピークに達した。
『ドント・クライ・ナウ』はロンシュタットの2番目のゴールド認定アルバムになり、大ヒット作『悪いあなた』が続いた。

## トラックリスト
| #  | タイトル                                                                                         | 作詞 | 作曲・編曲 | 時間 |
| -- | ------------------------------------------------------------------------------------------------ | ---- | ---------- | ---- |
| 1. | 「アイ・キャン・オールモスト・シー・イット - I Can Almost See It」(J.D.サウザー)                 |      |            | 3:50 |
| 2. | 「ラヴ・ハズ・ノー・プライド - Love Has No Pride」(エリック・カズ, リビー・タイタス)             |      |            | 4:10 |
| 3. | 「銀の糸と金の針 - Silver Threads and Golden Needles」(ディック・レイノルズ、ジャックー・ローズ) |      |            | 2:28 |
| 4. | 「ならず者 - Desperado」(ドン・ヘンリー, グレン・フライ)                                         |      |            | 3:30 |
| 5. | 「ドント・クライ・ナウ - Don't Cry Now」(J.D.サウザー)                                           |      |            | 4:28 |

| #         | タイトル | 作詞  | 作曲・編曲 | 時間 |
| --------- | --- | ----- | ---------- | ---- |
| 1.        | 「セイル・アウェイ - Sail Away」(ランディ・ニューマン)                                                      |       |            | 3:05 |
| 2.        | 「コロラド - Colorado」(リック・ロバーツ)                                                                   |       |            | 4:18 |
| 3.        | 「ファースト・ワン - The Fast One (グレン・フライ：ハーモニーボーカル)」(J.D.サウザー)                      |       |            | 3:40 |
| 4.        | 「栄光は消えて - Everybody Loves a Winner」(ビル・ウィリアムズ, ブッカー・T・ジョーンズ, ウィリアム・ベルl) |       |            | 3:15 |
| 5.        | 「アイ・ビリーヴ・イン・ユー - I Believe in You」(ニール・ヤング)                                           |       |            | 2:50 |
| 合計時間: | 合計時間:                                                                                                   | 35:34 |            |      |

## パーソネル
アルバムのライナーノーツから
- リンダ・ロンシュタット – リードボーカル、タンバリン（3）、バッキングボーカル（5、8、9）
- スプーナー・オールダム – アコースティックピアノ（1、4、5）
- ジョン・ボイラン – エレクトリックピアノ（2）
- クレイグ・ドージ – アコースティックピアノ（6、10）
- J.D.サウザー – アコースティックギター（1、8）、ベース（1）、エレキギター（4）、バッキングボーカル（8）
- ジェリー・マクギー  – エレキギター（1）
- スニーキー・ピート・クレイノウ – スチールギター（1、2、6、7）
- リチャード・ボーデン – エレキギター（2、3、7、9、10）
- アンディ・ジョンソン – エレキギター（2）
- ハーブ・ペダーセン – アコースティックギター（3）、バッキングボーカル（3、9）
- エド・ブラック – スチールギター（3、8、10）、エレキギター（7）
- ラリー・カールトン – エレキギター（5、6）
- バディ・エモンズ – ペダルスチールギター（5）
- リック・ロバーツ – アコースティックギター（7）
- グレン・フライ – エレクトリックギター（8）、スチールギター（9）
- マイク・ボーデン – ベースギター（2、3、7、9）
- クリス・エスリッジ – ベースギター（4、5、8）
- リーランド・スカラー – ベースギター（6、10）
- デニス・セント・ジョン – ドラム（1、4、5、8）
- ミッキー・マクギー – ドラム（2、3、7、9）
- ラス・カンケル – ドラム（6、10）
- ジミー・ファデン – ハーモニカ（1）
- ギブ・ギルボー – フィドル（3）
- ジム・ゴードン – サックス（4、9）
- ニノ・テンポ – サックス（4、9）
- ゲイル・マーティン – トロンボーン（4、9）
- マッキンリー・ジョンソン – トランペット（4、9）
- ダレル・レナード – トランペット（4、9）
- ジム・エド・ノーマン – ホーンアレンジメント（4、9）、ストリングアレンジメント（4）
- ジミー・ハスケル – 弦楽編曲（2、7、10）
- シド・シャープ – コンサートマスター（2、4、7、10）
- ジンジャー・ホラデー – バッキング・ボーカル（1、2、7）
- メアリー・ホリデイ – バッキング・ボーカル（1、2、7）
- クライディ・キング – バッキングボーカル（4、6、10）
- シャーリー・マシューズ – バッキングボーカル（4、6、10）
- マーティ・マッコール – バッキングボーカル（4、6、10）
- ウェンディ・ウォルドマン – バッキングボーカル（5）

## プロダクション
- J.D.サウザー – プロデューサー、リミックス
- ジョン・ボイラン – 共同プロデューサー（2、3、7、9）
- ピーター・アッシャー – 共同プロデューサー（6、10）
- ピーター・グラネット – エンジニア
- ジョン・ヘイニー – エンジニア
- リック・タランティーニ – エンジニア
- アルシュミット – リミックス
- テリー・デュナヴァン  –  Elektra Sound Recorders（カリフォルニア州ロサンゼルス）でのマスタリング。
- ショーン・R.ブリトン  – ハーフスピードマスタリング
- エドムンド・メイトナー  – テクニカルサポート
- ティム・デ・パラヴィチーニ  – テクニカルサポート
- グレン・ロス – カバーデザイン
- キャシー・シーター  – カバーデザイン
- エド・カラエフ – カバー写真
- テリー・ライト – スリーブ写真